# Joslin Diabetes Center

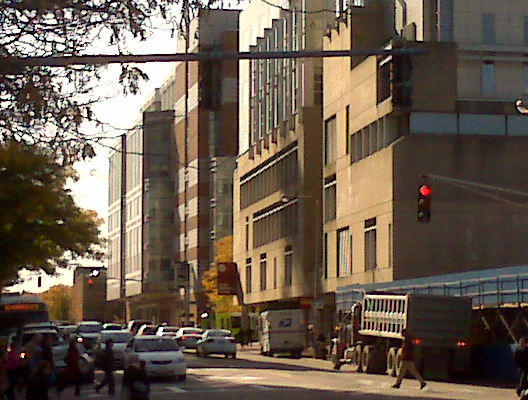
Das Joslin Diabetes Center (rechts im Vordergrund)

Das Joslin Diabetes Center ist ein Klinik- und Forschungszentrum zur Behandlung und Erforschung des Diabetes mellitus mit Sitz in Boston. Es ist benannt nach seinem Gründer Elliott P. Joslin, aus dessen 1898 entstandener Diabetes-Praxis es hervorging, die sich später zu einer Gemeinschaftspraxis entwickelte und ab 1934 auch mit Forschungslaboren ausgestattet war. Ab 1952 trug die Einrichtung den Namen Joslin Clinic, 1981 erfolgte die Umbenennung in Joslin Diabetes Center. Die Einrichtung, die in den USA von Patienten und Ärzten oft nur als „the Joslin“ bezeichnet wird, zählt zu den führenden Institutionen weltweit im Bereich der Diabetesbehandlung und -forschung.
Das Joslin Diabetes Center hat rund 600 Mitarbeiter und ist als Lehrkrankenhaus mit der medizinischen Fakultät der Harvard University assoziiert. Es gliedert sich in die drei Bereiche Joslin Clinic für die Behandlung der Patienten, Joslin Research für die Forschungsaktivitäten sowie Joslin Strategic Initiatives für die Entwicklung und Vermarktung von Produkten, Dienstleistungen und Bildungsprogrammen für Patienten und Ärzte. Der Forschungsbereich, dem rund 40 Arbeitsgruppenleiter und insgesamt mehr als 300 Mitarbeiter angehören, verfügt über ein Jahresbudget von rund 40 Millionen US-Dollar. 
Schwerpunkte der Forschung am Joslin Diabetes Center sind die biochemischen und genetischen Grundlagen der Entstehung des Diabetes mellitus und dessen Spätkomplikationen. Im klinischen Bereich ist es insbesondere auf die Behandlung von Kindern und Jugendlichen mit Diabetes, auf die Betreuung diabetischer Mütter während der Schwangerschaft und auf die Therapie der diabetesbedingten Folgeerkrankungen fokussiert. Die Zahl der Patienten liegt pro Jahr bei etwa 23.000.